# سیارک ۷۱۳۹
سیارک ۷۱۳۹ (به انگلیسی: 7139 Tsubokawa، نامگذاری:1994CV2) هفت هزار و صد و سی و نهمین سیارک کشف شده‌است که در ۱۴ فوریه ۱۹۹۴ کشف شد.
قدر مطلق سیارک برابر ۱۲٫۴۰ است.